# سیقوس
سیقوس (به عربی: سیقوس) یک شهرداری در الجزایر است که در ناحیه سیقوس واقع شده‌است. سیقوس ۲۰۷ کیلومتر مربع مساحت و ۱۷٬۵۹۸ نفر جمعیت دارد.